# Nairo Quintana
Nairo Alexander Quintana Rojas, född 4 februari 1990 i Tunja, Boyacá, är en colombiansk professionell tävlingscyklist. Sedan 2020 tävlar han för det franska stallet Team Arkéa Samsic. Mellan 2012 och 2019 tävlade han för det spanska stallet Team Movistar.

## Amatörkarriär
Under året 2010 vann Nairo Quintana det franska etapploppet Tour de l'Avenir, som är ett etapplopp för amatörer och semiprofessionella. I tävlingen vann han också två etapper.

## Professionell karriär
Nairo Quintana gick över till proffslaget Movistar inför säsongen 2011. Under sitt första år vann han bergstävlingen på Katalonien runt. Året därpå vann han en etapp på Vuelta a Murcia, en tävling där han också tog hem slutsegern. Även i Route du Sud tog han hem en etappseger och slutställningen. Han fortsatte säsongen med att vinna Giro dell'Emilia, innan han tog sin dittills mest prestigefyllda segern när han vann en etapp på Critérium du Dauphiné efter en soloattack uppför Morzine. Han vann också ungdomstävlingen på Vuelta a la Comunidad de Madrid.
I mars 2013 vann Quintana en etapp på Katalonien Runt, och slutade fyra totalt. Bara ett par veckor senare vann hann etapploppet Baskien runt före landsmannen Sergio Henao och Richie Porte. Han startade Tour de France 2013 som lagkamrat till Alejandro Valverde, men efter att Valverde förlorade nästan 10 minuter efter en punktering på etapp 13 fick Quintana ledarrollen. Nairo vann den näst sista etappen och slutade totalt tvåa efter den överlägsne Chris Froome. Quintana vann även bergspristävlingen och ungdomstävlingen. Under 2014 vann Nairo det prestigefyllda Giro d'Italia som förste colombian. Han vann även tävlingens ungdomstävling samt två etapper.
I mars 2015 vann han det italienska etapploppet Tirreno–Adriatico. Quintana var ledare för Movistar Team under Tour de France 2015, där han precis som 2013 slutade tvåa totalt bakom Chris Froome. Trea i tävlingen blev Quintanas lagkamrat Alejandro Valverde.
2015 deltog Quintana i Vuelta a Espania och slutade fyra. 2016 stod han som segrare i samma tävling.

## Meriter
2010
1:a, Tour de l'Avenir
1:a, etapperna 6 & 7
2011
1:a,  Bergspristävlingen, Katalonien runt
2012
1:a,  Vuelta a Murcia
1:a, etapp 1
1:a,  Route du Sud
1:a, etapp 3
1:a, Giro dell'Emilia
1:a, etapp 6 Critérium du Dauphiné
1:a, etapp 1 (lagtempo) Vuelta a España
1:a, Ungdomstävlingen, Vuelta a la Comunidad de Madrid
2013
2:a Tour de France
1:a  Bergspristävlingen
1:a  Ungdomstävlingen
1:a Etapp 20
1:a  Baskien runt
1:a  Vuelta a Burgos
2014
1:a  Giro d'Italia
1:a  Ungdomstävlingen
1:a Etapp 16 & 19
1:a  Tour de San Luis
1:a  Baskien runt
2015
2:a Tour de France
1:a  Ungdomstävlingen
1:a  Tirreno–Adriatico
2016
3:a Tour de France
1:a  Vuelta a Espania

## Stall
- Boyaca es para Vivirla 2009
- Café de Colombia-Colombia es Pasión 2010–2011
- Movistar Team 2012–2019
- Team Arkéa Samsic 2020–